# Narathiwat
Narathiwat (Thai: นราธิวาส) ist die Hauptstadt der thailändischen Provinz Narathiwat. Sie hat den Status einer Thesaban Müang (เทศบาลเมืองนราธิวาส; „Stadt-Kommune“).
Die Stadt Narathiwat hat 41.298 Einwohner. (Stand 2012)

## Geographie
Narathiwat liegt an der Mündung des Flusses (Mae Nam) Bang Nara in das Südchinesische Meer, im äußersten Süden Thailands. Die Stadt ist umgeben von Ausläufern des Tenasserim-Gebirges. Die Entfernung zur Hauptstadt Bangkok beträgt 1150 Kilometer. Bis zur Grenze von Malaysia sind es hingegen weniger als 40 Kilometer.

## Wirtschaft und Bedeutung
Hauptprodukt der intensiv betriebenen Landwirtschaft ist die Kokosnuss. Die Früchte werden von eigens geschulten Affen vom Baum geworfen.

## Verkehr

### Flughafen
Der Flughafen Narathiwat liegt etwa 15 Kilometer nordwestlich der Provinzhauptstadt Narathiwat.

## Geschichte
Narathiwat ist aus einem malaiischen Dorf namens Menara (malaiisch منارة ‚Minarett‘) hervorgegangen. Dieses gehörte bis 1809 zum autonomen, aber Siam tributpflichtigen Sultanat Patani. Nach dessen Zerschlagung durch den siamesischen König Rama I. gehörte Menara zur halbautonomen Provinz Mueang Sai Buri. Erst 1906 – während der Herrschaft des Königs Chulalongkorn (Rama V.) – wurde hier die siamesische Zentralverwaltung (Thesaphiban) eingeführt. Im Jahr darauf wurde Menara, das inzwischen den thailändischen Namen Bang Nara trug, Hauptstadt einer eigenen Provinz. 
Nach dem Anglo-Siamesischen Vertrag von 1909 verblieb das heutige Narathiwat bei Siam (Thailand), während das nahegelegene Sultanat Kelantan als Teil der Unfederated Malay States unter britisches Protektorat kam. Seither verläuft knapp 40 km südöstlich von Narathiwat die Grenze – damals zwischen Siam und dem britischen Kolonialreich – heute zwischen Thailand und Malaysia. Dennoch gibt es weiterhin enge kulturelle Beziehungen zu den benachbarten malaiischen Gebieten, so ähnelt etwa der in Narathiwat gesprochene malaiische Dialekt Yawi stark dem Dialekt von Kelantan. 
Im Jahr 1915 benannte König Vajiravudh (Rama VI.) Stadt und Provinz von Bang Nara in Narathiwat (abgeleitet von Sanskrit nara-adhivasa, „Wohnort der guten/weisen Menschen“) um. Im malaiischen Sprachgebrauch wird die Stadt aber weiterhin Menara genannt. Narathiwat gehört zum Aktionsgebiet muslimisch-malaiischer Separatisten, die einen Anschluss an Malaysia oder die Unabhängigkeit eines Sultanats Patani fordern. 

## Sehenswürdigkeiten
- Das Stadtbild ist geprägt von dem Einfluss der Malaien und der Chinesen, ein anderes Flair als im thailändischen Kernland. Die Zwiebeltürme der Moscheen ragen allenthalben hoch, darunter die „alte Zentralmoschee“ (Matsayit Klang Kao), die „Provinzmoschee“ (Matsayit Changwat) und die 300-jährige Wadin-Hussein-Moschee.
- Strand von Narathat auf der vorgelagerten Halbinsel und öffentlicher Park der Stadt Narathiwat, der sich rund um einen Teich erstreckt.
- Der Nationalpark Ao Manao–Khao Tanyong (ca. 5 km östlich des Stadtzentrums) ist mit 58,6 km² einer der kleineren Nationalparks Thailands. Die geschützte Küstenlandschaft umfasst einen 4 Kilometer langen Strandabschnitt mit verstreuten Felsen, einen Streifen mit Kieferngehölzen und ein Arboretum sowie den mit dichtem Wald bedeckten Berg Tanyong.
- Thaksin Ratchaniwet („Süd-Palast“) – Palast auf dem Berg Tanyong in Tambon Kaluwo Nuea, etwa 8 km außerhalb des Zentrums von Narathiwat; der Palast bildet die Sommerresidenz der königlichen Familie und wurde 1973 für König Bhumibol Adulyadej (Rama IX.) errichtet.
- Königliches Zentrum für Entwicklungsstudien Phikun Thong – Entwicklungszentrum für die regionale Agrarwirtschaft mit einer Fläche von mehr als 270 Hektar in Tambon Kaluwo Nuea, ca. 8 km südöstlich des Stadtzentrums; hier werden Pflanzensorten auf ihre Anbaufähigkeit sowie Aufzuchtmethoden für Vieh getestet.

## Persönlichkeiten
- Sulaiman Awaekachi (* 1988), Fußballspieler
- Airfan Doloh (* 2001), Fußballspieler
- Ahamarasul Duereh (* 1996), Fußballspieler
- Sukree Etae (* 1986), Fußballspieler
- Nihafil Hayi-arsan (* 1997), Fußballspieler
- Assaming Mae (* 1988), Fußballspieler
- Alef Poh-ji (* 1987), Fußballspieler
- Maouseng Salaeh (* 1991), Fußballspieler